# اله کول
اله کول (استونیایی: Elle Kull؛ زادهٔ ۵ ژانویهٔ ۱۹۵۲) بازیگر، بازیگر سینما، بازیگر تئاتر،  سیاستمدار و نماینده سابق مجلس اهل استونی است.